# Пятнистый конёк
Пятнистый конёк (лат. Anthus hodgsoni) — вид птиц из семейства трясогузковых.

## Описание
По внешнему виду и образу жизни похож на лесного конька. Длина тела 15-19 см, размах крыльев 24-27 см, масса 17-26 г.
У взрослых самца и самки в брачном наряде верх тела зеленовато-оливкового цвета, ближе к середине лета оперение птиц выглядит зеленовато-серым. На верхней стороне головы имеются черноватого цвета наствольные штрихи. На спине они очень узкие и нечёткие. Поясница и надхвостье лишены пестрин. Низ тела белого цвета, с охристым оттенком в области горла и на груди. По бокам тела и на груди выражены чёткие чёрные пестрины. На боках живота имеется слабо выраженный оливковый налёт. Имеется выраженная широкая белая, ближе к клюву охристая, бровь, отличающая этот вид конька от других видов. От темени бровь отделяется тёмной полоской. Верхние кроющие перья крыла несут беловатую кайму. На внешних светлых каёмках маховых перьях присутствует отчётливый зелёный оттенок, отсутствующий у других видов коньков. Центральные рулевые перья серо-бурого цвета, с размытой зеленовато-оливковой каймой; остальные рулевые черноватого цвета.
Самцы и самки окрашены одинаково. В осеннем оперении у старых и молодых птиц охристый оттенок нижней стороны является более ярким. У молодых птиц окраска характеризуется большей желтизной, и более заметными пестринами на спине. Молодые птицы в ювенильном наряде отличаются от других видов наличием яркой оливково-зелёной каймы на внешних опахалах маховых и рулевых перьев.

## Песня
Песня напоминает трель лесного конька. Строгий строй песни отсутствует, имеется много заимствованных элементов, нередко песня походит на песню лесного конька, хотя часто энергичнее, красивее и богаче. Токовой полёт совершается реже, чем у лесного конька. В основном самец поёт сидя на дереве или кусте, временами перелетает с дерева на дерево. При беспокойстве птицы издают писк «тимп, тсип…».

## Ареал
Ареал охватывает Евразию от восточной части Республики Коми и Предуралья до долины реки Анадырь, Корякского нагорья, Камчатского полуострова, побережья Охотского и Японского морей, а также Сахалина, Курильских и Японских островов. К северу ареал простирается до границ таёжной зоны, к югу — до севера Монголии, Китая и северной части Корейского полуострова. Изолированный участок гнездового ареала находится в Гималаях, горах центральных и южных районов Китая.
Область зимовок вида включает территорию Южной Азии от Непала и Индии до юга Японских островов, Филиппинских островов и северной части Борнео.
В Европейской части России гнездования вида отмечены в Пермской области и Республике Коми, может быть также обнаружен северо-западнее вплоть до побережья Белого моря. Преимущественно редкий, местами обычный перелётный вид.

## Биология
Питается насекомыми. В Европейской части России прилетает в конце мая. В Сибири появляется в середине-конце мая. Отлетает в сентябре небольшими стайками. По образу жизни схож с лесным коньком. Населяет опушки лесов, светлые таёжные и смешанные леса на высотах 900—2300 м над уровнем моря. Поселяется территориальными парами. Гнездо располагается на земле, в неглубокой ямке под травой или кустами. Гнездо сооружается из сухой травы, корешков и мха, часто на основе из сухой хвои. Лоток гнезда выстилает более мягким материалом, при возможности — волосом. В кладке, которая производится в июне, обычно 2-6, наиболее часто 4-5 яиц. Основной цвет скорлупы беловатый, бледно-фиолетовый либо голубоватый, с пятнами и крапинами красноватого или коричневого цвета. Птенцы в тёмном сером пуху, имеют оранжевый или оранжево-красный зев, клювные валики светло-жёлтого или почти белого цвета. Оперяются в конце июля — августе.